# 斯塔 (北卡羅萊納州)
斯塔（英語：Star）是一個位於美國北卡羅萊納州蒙哥馬利縣的城鎮。

## 人口
根據2020年美國人口普查的數據，斯塔的面積為3.35平方千米，皆為陸地。當地共有人口806人，而人口密度為每平方千米241人。